# La Choza (Perú)
La Choza es un caserío peruano ubicado en el distrito de Casitas, perteneciente a la provincia de Contralmirante Villar del departamento de Tumbes, al norte del Perú. 

## Ubicación
La Choza se ubica al este de la provincia de Contralmirante Villar, en el distrito de Casitas, en el departamento de Tumbes.

## Demografía
En 2017 La Choza tenía una población de 206 habitantes.
| Gráfica de evolución demográfica de La Choza entre 1993 y 2017 |
|                                                                |
| Fuentes: Población 1993 y 2017                                 |